# عبدالرسول زرین
عبدالرسول زرین (۱۳۲۰ – ۱۱ اسفند ۱۳۶۲) تک تیرانداز ایرانی در جنگ ایران و عراق بود که در مرحله دوم عملیات خیبر کشته شد.
به گفته همرزمانش در ۷۰۰ شلیک آن فرماندهان و نیروهای تأثیرگذار عراقی کشته شده‌اند.

## زندگی
عبدالرسول زرین در سال ۱۳۲۰ در یکی از روستاهای حومه کهگیلویه (دهدشت) به دنیا آمد. در ۴ سالگی پدر و در ۶ سالگی مادرش را از دست داد و تحت سرپرستی دایی‌اش قرار گرفت. در نوجوانی توانست خویشاوندان پدری خود را در اصفهان پیدا کند و برای کار و زندگی، در کنار آنان مستقر شود. عبدالرسول سرانجام با کار کردن توانست مغازه لباس‌فروشی را در حوالی «مسجد بابا علی عسگر» اصفهان تهیه کند و به شغل لباس فروشی بپردازد. او در ۲۰ سالگی در اصفهان تشکیل خانواده داد و صاحب ۷ فرزند شد. عبدالرسول زرین با شروع جنگ در کردستان به عضویت سپاه اصفهان درآمد و ابتدا به غرب کشور اعزام شد. پس از مدتی به مناطق جنگی در جنوب رفت و در کنار حسین خرازی و یحیی صفوی در عملیات‌ها شرکت می‌کرد. او در یازدهم اسفند ۱۳۶۲ و در مرحله دوم عملیات خیبر کشته شد.

## خدمات نظامی

### شلیک‌های موفق
به گفته دوستانش او در ۷۰۰ شلیک موفق فرماندهان و نیروهای تأثیرگذار بعثی را کشته بود.

سیداحمد موسوی، فرمانده اطلاعات عملیات گردان غواصان یونس لشکر امام حسین، در خاطره‌ای از او می‌گوید:
چند ماه قبل از شهادتش از او پرسیدم، تعداد شلیک‌های موفق شما تا کنون چقدر بوده است و تا حالا چند نفر از دشمنان ما را به هلاکت رسانده‌ای؟ اول نمی‌خواست بگوید، ولی وقتی اصرار کردم (حدود ۶ تا ۷ ماه قبل از عروجش) ایشان گفت «تا الان بالای ۲ هزار نفر در ذهنم هست و در دفترچه‌ام ثبت کرده‌ام»، که این تعداد قطعاً در چند ماه بعد و در عملیات‌های بعدی و بین عملیات‌ها در سنگرهای کمین و تا لحظه شهادت ایشان بیشتر هم شده بود.

## لقب
حسین خرازی به او لقب «گردان تک‌نفره» و عراقی‌ها به وی لقب «صیاد خمینی» داده بودند.

## یادواره‌ها
در آبان ۱۳۹۸ یادواره «شهید زرین» و «۱۲۰۰ شهید ورزشکار استان اصفهان» در شهر اصفهان برگزار شد و سالن اختصاصی ورزش تیراندازی اصفهان به نام زرین نام گذاری شد.

## فیلم سینمایی تک تیرانداز
فیلمی بر اساس زندگی وی توسط بنیاد فرهنگی روایت فتح با نام اولیه شکار شکارچی (که بعداً به تک تیرانداز تغییر یافت) به تهیه کنندگی ابراهیم اصغری و کارگردانی علی غفاری تولید شده است که کامبیز دیرباز نقش زرین را ایفا می‌کند. این فیلم به بخش سودای سیمرغ سی و نهمین دوره جشنواره فیلم فجر راه یافت و سیمرغ بلورین «بهترین فیلم از نگاه ملی» را دریافت کرد.

## مستند گردان تک نفره
در سال ۱۳۹۹ مستندی با عنوان «گردان تک نفره» به کارگردانی داریوش یاری از شبکه یک سیما پخش شد. هادی مقدم دوست نقش زرین را در این مستند ایفا کرده است.

## یادداشت
1. ↑  روستای «قلعه گل» از توابع «شهرستان کهگیلویه» به مرکزیت شهر «دهدشت».

(در برخی از منابع، زادگاه او در «شهرستان گچساران» عنوان شده است)